# 好気性生物
好気性生物（こうきせいせいぶつ）、または好気性菌（こうきせいきん）は酸素に基づく代謝機構を備えた生物である。
細胞の呼吸で知られた過程の中で、好気性菌は、たとえば糖や脂質のような基質を酸化してエネルギーを得るために、酸素を利用する。またこれと対立した概念は嫌気性生物である。
- 偏性好気性生物は、好気的な細胞の呼吸に依存し、生存のために酸素が必須である。
- 通性嫌気性生物は酸素を利用することができるが、嫌気的にエネルギーを産み出す方法をも備えている。
- 微好気性生物は酸素を利用することができる生物であるが、それはほんの僅かな濃度の酸素だけである。
- 耐気性生物は酸素が存在しても生き延びることができるが、しかしそれらの生物は終末電子受容体として酸素を利用しないという点から嫌気的である。
- いずれの好気性生物も細胞内外の多くの部分を嫌気的な成分が占め、酸素は特定の好気的な部分でしか存在しない。嫌気的な部分で酸素が存在することは生体に対して危険である。

好気性細菌は地球上に藍藻類が誕生し、大気中に酸素が増加してきたことによって誕生したとも考えられている。ある種の好気性細菌はミトコンドリアの祖先ともいわれる。

## エネルギーの獲得
好気的呼吸における、ブドウ糖（単糖）の酸化は良い例である。
{\displaystyle {\ce {{C6H12O6}+{6O2}+{38ADP}+38{\it {phosphate}}->}}}
{\displaystyle {\ce {{6CO2}+ {6H2O}+ 38ATP}}}
ブドウ糖 1分子 + 酸素 6分子 + アデノシン二リン酸 38分子 + リン酸 38分子 →
二酸化炭素 6分子 + 水 6分子 + アデノシン三リン酸 38分子（アデノシン二リン酸と無機リン酸の縮合に伴い生成する38分子の水を無視）
この化学式において放出されるエネルギーはブドウ糖1モルあたり約2,880 kJであり、このエネルギーは、ブドウ糖1分子につき38分子のアデノシン二リン酸から38分子のアデノシン三リン酸を再生することで保存される。これは糖1分子当たりから嫌気的反応によって産み出されるエネルギーの19倍も多いエネルギーである。真核生物（細菌をのぞくすべて）は、この好気的呼吸によって、膜透過のための能動輸送に必要となる分のエネルギーを除いて、アデノシン二リン酸からアデノシン三リン酸を正味36分子得ることができる。
この反応において、ブドウ糖の酸化には酸素が使われ、水が作られることがわかる。
この反応式は、3つの連続した生化学的反応として起こる反応を要約したもので、その3つとは、解糖系、クレブス回路（クエン酸回路）及び酸化的リン酸化である。
　以下に述べる好気性生物が必ずしもこの反応系をすべて利用するものではないが、嫌気性生物よりもATP生産量が多く生存に有利であることが示される。

## 好気性生物の主な例
ほとんどすべての動物、ほとんどの真菌類、そしていくつかの細菌は偏性好気性である。ほとんどの嫌気性生物は細菌である。エネルギー的な観点からすると好気性であることは有利であるが、偏性好気性は絶対的に高い水準の酸化的ストレスに直面していることをも意味している。

### 通性好気性生物
酵母は通性好気性菌の例である。個々のヒトの細胞もまた通性好気性である。すなわちそれらは酸素が利用できない場合には乳酸発酵によりエネルギーを得るように切り替わる。しかし人間を生物全体としてみると、この状況は長く続けることができないので、人間は偏性好気性といえる。

### 偏性好気性生物
細菌では、Nocardia（ノカルディア属、グラム陽性菌）、Pseudomonas aeruginosa（緑膿菌、グラム陰性菌）、Mycobacterium tuberculosis（結核菌、抗酸菌）、Bacillus subtilis（枯草菌、グラム陽性菌）などがあげられる。
古細菌では、Aeropyrum pernix、Nitrosopumilus maritimus、Picrophilus torridus、Halobacterium salinarum（高度好塩菌）などがあげられる。古細菌は嫌気性と思われがちだが、実際には記載されている種の半数が酸素を利用可能である。

### 翻訳元
- en:aerobic organism